# Wilhelmstraße 2 (Dallgow-Döberitz)

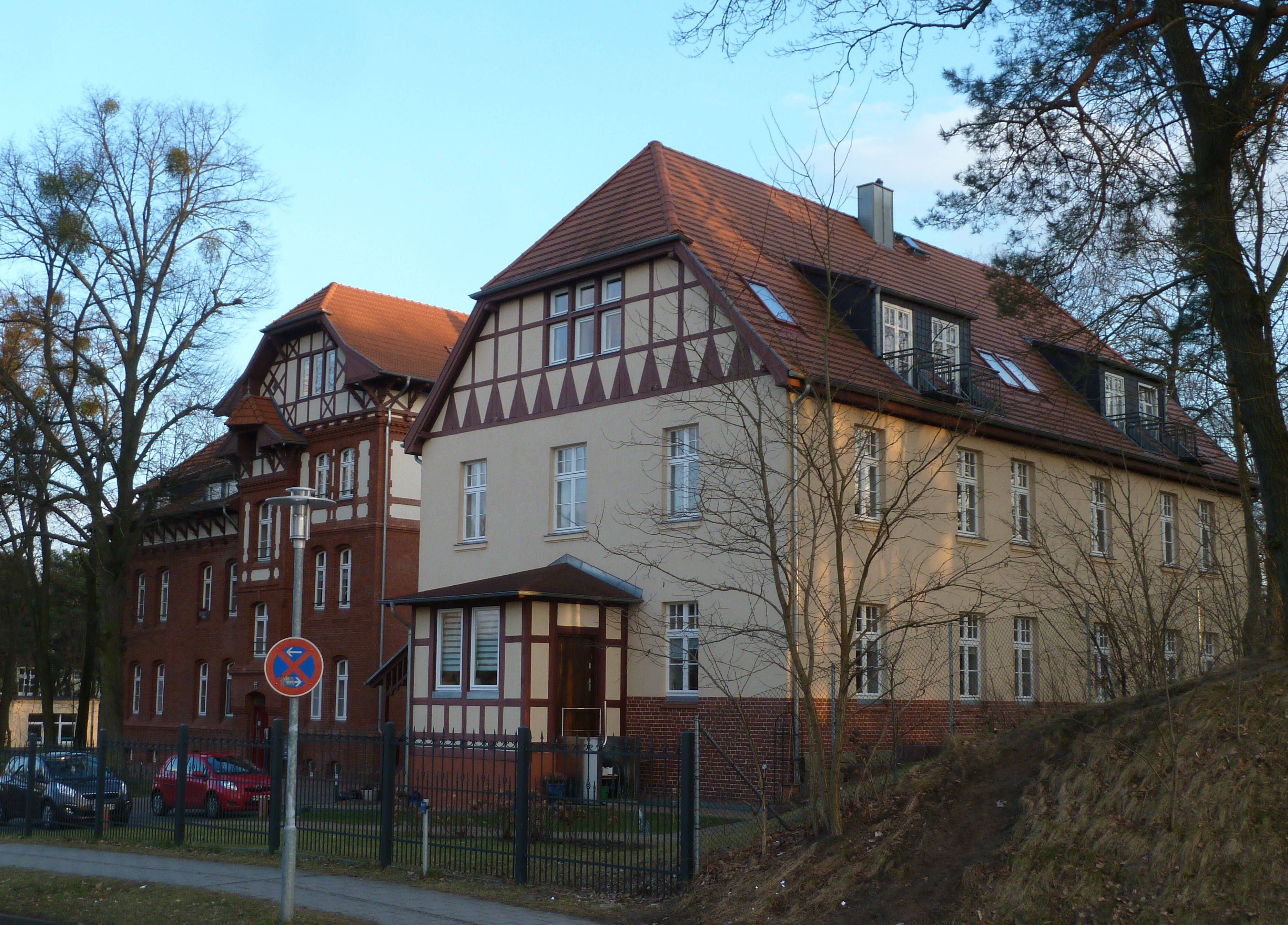
Zwei denkmalgeschützte Wohngebäude

In der Wilhelmstraße 2 in der Gemeinde Dallgow-Döberitz im brandenburgischen Landkreis Havelland stehen zwei als Baudenkmale geschützte Wohngebäude, welche aus dem frühen 20. Jahrhundert stammen und konkret auf die Jahre 1901/1915 datiert sind.
Eines der beiden Häuser verfügt über ein einfaches Walmdach und ist zweigeschossig aus roten Ziegeln errichtet worden. Der Außenbereich wurde seit dem Bau stilgerecht saniert. Das andere, verputzte, Wohngebäude ist sechsachsig; die beiden Geschosse sind durch ein Krüppelwalmdach abgeschlossen.
Noch heute werden die Bauwerke zu Wohnzwecken genutzt.